# Perinereis pseudocamiguina
Perinereis pseudocamiguina är en ringmaskart som först beskrevs av Augener 1922.  Perinereis pseudocamiguina ingår i släktet Perinereis och familjen Nereididae.
Artens utbredningsområde är havet kring Nya Zeeland. Inga underarter finns listade i Catalogue of Life.